# Slag van Groeneveld
De Slag van Groeneveld is een fictieve veldslag die plaats heeft gevonden in Midden-aarde.
Vanaf het jaar 2740 van de Derde Era vallen Orks uit de Nevelbergen in groten getale Eriador binnen. Alhoewel de Elfen van Imladris en de Dolers onder leiding van Arassuil vele gevechten met hun leveren weet een troep Orks in het jaar 2747 toch tot ver in het westen door te dringen, tot het Noorderkwartier van de Gouw, het land waar de Hobbits wonen. Deze troep staat onder leiding van Golfimbul, heerser over de Orks van de Gramberg.
De Orks worden echter verslagen door de Hobbits. Bandobras Toek, wiens bijnaam Bullebas Toek is, valt tijdens het gevecht Golfimbul aan en slaagt erin met één slag van zijn knuppel het hoofd van de Ork af te meppen. De legende wil dat dit hoofd vele meters door de lucht suisde en in een konijnenhol terechtkwam en dat op die manier het spel golf werd uitgevonden. Verdere details van deze slag zijn onbekend.
Het is een van de twee slagen die ooit binnen de grenzen van de Gouw zijn uitgevochten. Pas vele jaren later, aan het eind van de Derde Era, wordt er voor de tweede keer gevochten in de Gouw tijdens de Slag van Bijwater.